# Camilla Power
Camilla Power (* 13. November 1976 in Cork, County Cork) ist eine irische Film- und Theaterschauspielerin.

## Kurzbiografie
Camilla Power, eine entfernte Cousine des bekannten Schauspielers Tyrone Power, steht seit ihrem zwölften Lebensjahr vor der Kamera.
Sie besuchte die Sylvia Young Theatre School in Marylebone und debütierte 1988 als englische Synchronisationsstimme in Alice, einer Adaption von Alice im Wunderland. Ebenfalls 1988 spielte sie in dem Liebesdrama Ein schicksalhafter Sommer mit. 1990 verkörperte sie in Die Chroniken von Narnia: Der silberne Sessel Jill Pole und ist mit dieser Rolle auch heute noch außerhalb Englands am Bekanntesten.
1998 stand sie in The Prime of Miss Jean Brodie erstmals auch auf der Theaterbühne.
Power wurde als Nachfolgerin Samantha Bonds in der Rolle der Miss Moneypenny im 22. James-Bond-Filmabenteuer gehandelt. In Ein Quantum Trost kommt der Charakter jedoch nicht vor. 2009 spielte sie neben Ian Somerhalder, Kelly Hu, Ving Rhames und Robert Carlyle im britischen Actionthriller The Tournament mit.
Camilla Power ist ledig und hat ein Kind.

## Filmografie
- 1988: Soft Soap (Fernsehfilm)
- 1988: Ein schicksalhafter Sommer (A Summer Story)
- 1988: Alice (Neco z Alenky)
- 1989: The Manageress (Fernsehserie, eine Folge)
- 1989: Not the End of the World (Fernsehfilm)
- 1990: Der silberne Sessel (The Silver Chair, Fernsehserie, sechs Folgen)
- 1993: Bonjour la Classe (Fernsehserie, sechs Folgen)
- 1993: 10x10 (Fernsehserie, eine Folge)
- 1993–1995: Emmerdale Farm (Fernsehserie, 22 Folgen)
- 1993, 1996: The Bill (Fernsehserie, zwei Folgen)
- 1994: Gimme 5 (Fernsehserie, eine Folge)
- 1994: Moonacre (Fernsehserie)
- 1995: My Secret Summer (Fernsehserie)
- 1995: Casualty (Fernsehserie, eine Folge)
- 1996: Beck (Fernsehserie, drei Folgen)
- 1996: Ausgesetzt (Throwaways, Fernsehfilm)
- 1996: Fünf gegen den Rest der Welt (The Treasure Seekers, Fernsehfilm)
- 1997: Inspektor Wexford ermittelt (Ruth Rendell Mysteries, Fernsehserie, eine Folge)
- 1997: Underworld (Fernsehserie, sechs Folgen)
- 1997: Stone Cold
- 1997–1998: The Grand (Fernsehserie, 10 Folgen)
- 1998: Slap! – Love, Lies and Lipstick (Fernsehserie, sieben Folgen)
- 1998: Das Echo (The Echo, Fernsehfilm)
- 2000: Fish (Fernsehserie, eine Folge)
- 2000: Up Rising (Miniserie, fünf Folgen)
- 2000: The Calling
- 2001: Perfect Strangers (Fernsehserie, drei Folgen)
- 2002: Späte Jungs (Manchild, Fernsehserie, drei Folgen)
- 2002: Murder in Mind (Fernsehserie, eine Folge)
- 2002: Inspector Lynley (The Inspector Lynley Mysteries, Fernsehserie, eine Folge)
- 2002: Sparkhouse (Fernsehfilm)
- 2003: Hornblower: Duty (Fernsehfilm)
- 2003: Trevor’s World of Sport (Fernsehserie, eine Folge)
- 2003: Byron (Fernsehfilm)
- 2004: Not Only But Always (Fernsehfilm)
- 2005: The Brief (Fernsehserie, vier Folgen)
- 2006: Brief Encounters (Fernsehserie, eine Folge)
- 2006–2007: Waterloo Road (Fernsehserie, 18 Folgen)
- 2008: Torchwood (Fernsehserie, eine Folge)
- 2008: Harley Street (Fernsehserie, eine Folge)
- 2009: The Tournament
- 2011: Doctors (Fernsehserie, eine Folge)
- 2011: Injustice – Unrecht! (Injustice, Fernsehserie, zwei Folgen)
- 2012: Whitechapel (Fernsehserie, zwei Folgen)
- 2013: Father Brown (Father Brown, Fernsehserie, eine Folge)
- 2013: Lewis – Der Oxford Krimi (Lewis, Fernsehserie, zwei Folgen)
- 2016: Black Mirror (Fernsehserie, eine Folge)
- 2022: Trigger Point (Fernsehserie, zwei Folgen)